# Tiger (P)
A VK 45.01 (P) (más néven Tiger (P) avagy Porsche-Tiger) egy német nehéz harckocsi-prototípus megnevezése volt, melyet a Porsche 1942-ben készített el. A kiírt pályázaton a rivális Henschel által készített modell nyert, amely Tiger I néven került sorozatgyártásra. A már elkészült páncéltestek felhasználásával hozták létre az Ferdinand/Elefant páncélvadászokat.

## Fejlesztése
1942. május 21-én a Henschel és a Porsche cégek bemutatták a 88 mm űrméretű, 56 kaliberhosszúságú harckocsiágyú (88 mm KwK L/56) hordozására képes 45 tonnás nehéz harckocsi-tervezetüket. A lövegekhez a Krupp már megtervezte a lövegtornyokat, így a páncéltesteket ehhez igazodva kellett megtervezni. A Porsche – Ferdinand Porsche vezetésével – a korábbi VK 30.01 (P) közepes harckocsi-prototípusát fejlesztette tovább és egyes alkatrészeit felhasználta az új harckocsihoz is.
Az új Porsche harckocsi a VK 45.01 (P) megjelölést kapta. Meghajtását két 101-es típusszámú léghűtéses Porsche-dízelmotor látta el, melyeket a jármű hátulsó részében helyeztek el. A két motor egy-egy generátort hajtott meg, amelyek a két villanymotort táplálták, azok pedig a lánctalpakat mozgatták. A két lánctalp így külön erőforrásokkal rendelkezett. A motorok és a hajtóműrendszer azonban a tervezési hibák és a Németországban elektromos eszközökhöz rendelkezésre álló gyenge minőségű réz miatt hajlamosak voltak a meghibásodásra, ennek nyomán a harckocsi üzemben tartása folyamatos karbantartást igényelt. Ezek az okok, valamint a vetélytársánál gyengébb manőverezési képessége miatt a tervezet elbukta a tendert. A befutó a Henschel VK 45.01 (H) jelű prototípusa lett, mely Tigris (Tiger I) néven vált híressé.
Porsche olyannyira biztos volt a sikerében, hogy már előre gyártatni kezdte a páncéltesteket. A pályázat elbukása után a terveket átdolgozták úgy, hogy rögzített lövegtoronyba telepítve páncélvadászként hordozni tudja a szintén 88 mm-es, de már 71 kaliberhosszúságú páncéltörő ágyút (88 MM Pak 43/2). Ez a harcjármű az Ferdinand megnevezést kapta. A kurszki csata tanulságai után módosításokat hajtottak végre a megmaradt példányokon, ezt követően Elefant megnevezéssel vetették őket ismét harcba.
A VK 45.01 (P) elkészült példányai közül csak egy jutott el a harci bevetésig. Ez a Ferdinand páncélvadászokkal felszerelt 653. nehéz páncélvadász-osztály (Panzerjäger Abteilung 653) állományában, mint parancsnoki harcjármű teljesített szolgálatot. 1944 áprilisában került a keleti frontra és 1944 júliusában került veszteséglistára. A VK 45.01 (P) páncéltestét és az Elefantok számos alkatrészét később felhasználták a VK 45.02 (P) nehéz harckocsi prototípusának kifejlesztéséhez.

## Jellemzői

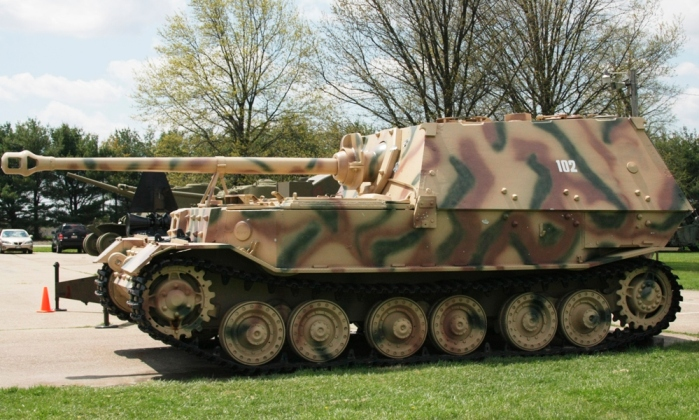
Az Tiger (P) páncéltestén kialakított Elefant páncélvadász

A Ferdinand Porsche által kifejlesztett futómű hat nagy méretű, két részből álló (belső és külső) görgőből állt oldalanként. Párosával függesztették fel őket, így azok mindkét oldalon három helyen csatlakoztak a páncéltesthez. Az 57-59 tonna harci súly a 640 mm széles, visszafutó görgőkkel nem rendelkező lánctalppal (KGS 62/640/130) kombinálva 1,06 kg/cm² fajlagos talajnyomást eredményezett. A Ferdinand Porsche által kifejlesztett benzin-elektromos meghajtás kiforratlan technikának számított még, és ez nagyszámú meghibásodáshoz vezetett. A két léghűtéses, 10 hengeres Porsche Typ 101 jelzésű benzinmotor a hozzá kapcsolt Siemens-Schuckert 500 kVA generátorral megfelelő mennyiségű áramot termelt a két 230 kW-os (312,7 le) Siemens elektromos motor működtetéséhez. Ebben a meghajtási rendszerben a sebességváltó rendszert mellőzni lehetett. A sebességet egy három állású kapcsolóval lehetett állítani. A harcjármű benzintankjai 520 literesek voltak, és ezzel 105 km-es volt a hatótávolsága. A fékezések során a jármű vezetőjét két sűrített levegős tartály segítette, amelyeket a harckocsi elejében, a személyzet tagjainak is helyet adó részben helyeztek el.
Míg a Henschel-féle prototípusnál a lövegtornyot középen helyezték el, addig a VK 45.01 (P)-nél ez elöl kapott helyet. Lövegtornya ugyanaz a 8,8 cm KwK 36 harckocsiágyúval és egy párhuzamosított MG 34-es géppuskával felszerelt típus volt, amivel a VK 45.01 (H) megnyerte a kiírást. Az első nyolc legyártott toronynak alacsonyabb volt az oldala, a sima tetején egy sávban középen kissé magasabb kiképzést kapott, hogy a lefelé célzás érdekében az ágyúcsövet nagyobb szögben süllyeszthessék.

## Változatok
- VK 45.01 (P) Teszt prototípus

VK 45.01 törzse egy a lövegtornyot helyettesítő betonból készült nehezékkel. Összesen 100 járműtörzs készült.
- VK 45.01 (P) (Porsche Tiger)

10 darab Krupp-toronnyal ellátott VK 45.01 (P) készült el, közülük csak a 150013 alvázszámú került harci bevetésre parancsnoki járműként.
- Panzerjäger Tiger (P) "Ferdinand"

91 darab VK 45.01 (P) páncéltestet alakítottak át Elefant páncélvadásszá. A munkálatokat mindössze pár hónap alatt, 1943 márciusa és májusa között végezték el.
- Panzerjäger Tiger (P) "Elefant"

1943 szeptemberében az 50 még meglévő Ferdinandot visszahívták és közülük 48-nak megerősítették a páncélzatát, ellátták őket a StuG III-éhoz hasonló parancsnoki kupolával és felszerelték őket egy a páncéltest elejébe szerelt géppuskával.
- Bergepanzer Tiger(P)

A VK 45.01 (P) páncéltestének felhasználásával három darab műszaki mentő-harcjárművet hoztak létre Tiger (P) megjelöléssel.
- VK 45.01 "Rammtiger"

A VK 45.01 (P) páncéltestének felhasználásával terveztek létrehozni egy épületek ütközés általi lerombolására alkalmas, erős páncélzatú, ék alakú harcjárművet. Ágyúval nem, csak géppuskákkal látták el. Három ehhez szükséges felépítményt építettek meg. 1943-ban a projektet leállították és a felépítmények további sorsa ismeretlen.

## Fordítás
- Ez a szócikk részben vagy egészben  a   VK 4501 (P) című angol Wikipédia-szócikk ezen változatának fordításán alapul.  Az eredeti cikk szerkesztőit annak laptörténete sorolja fel. Ez a jelzés csupán a megfogalmazás eredetét és a szerzői jogokat jelzi, nem szolgál a cikkben szereplő információk forrásmegjelöléseként.